# Cierzpięty (powiat piski)
Cierzpięty (niem. Czierspienten, 1905–1945 Seehöhe) – wieś w Polsce położona w województwie warmińsko-mazurskim, w powiecie piskim, w gminie Orzysz. W latach 1975–1998 miejscowość należała administracyjnie do województwa suwalskiego.
Wieś położona nad jeziorem Buwełno, w odległości 10 km na północny zachód od Orzysza.
Z drogi pomiędzy wsią Cierzpięty a Zastrużne rozciąga się unikatowy zespół łąk torfowych Bagna Nietlickie. Teren bagienny, miejsce postojowe przelotu żurawi i gęsi. W Bagnach Nietlickich, na północny zachód od wsi Cierzpięty zarośnięte, ok. 45 ha jezioro Wąż (niem. Grosser Wons See, Grosser Mergel See). 

## Nazwa
W momencie lokacji wieś nazwano Tirtell lub Tirtel. Później używano nazwy Zierspiunt. Do początku XX wieku przewijają się nazwy: Cierspienten, Czerspienten, Zierspienten, Czierspienten. 16 stycznia 1905 roku nazwa została zmieniona na Seehöhe. Rozporządzeniem ministrów Administracji Publicznej i Ziem Odzyskanych z 1 czerwca 1948 r. o przywróceniu i ustaleniu urzędowych nazw miejscowości nadano obowiązującą nazwę Cierzpięty.

## Historia
Książę Albrecht poświadczył, że starosta ryński Jerzy von Diebes (Georg von Diebes) sprzedał w 1539 roku Mikołajowi Paszkowskiemu (Paschkowson, Paschkoffsenn, Nickolaen Paschkowsken) 44 łany na prawie chełmińskim między Okartowem, Zastrużnem, Wężewem, a Buwełnem. Sołtys otrzymał 4 łany na sołectwo z obowiązkiem służby konnej. Mieszkańcom wsi nadano 10 lat wolnizny. Wymienione w rachunkach książęcych z 1539 roku. Rejestr tzw. Nachtgeld z 1540 roku oraz spis z 1564 roku potwierdzają obszar 44 łanów. Spis z tego ostatniego roku wymienia również w Cierzpiętach karczmę. W owym czasie w Cierzpiętach siedzieli m.in. Polack i Marcin Heydek. Chłopi wypełniali szarwark (koszenie żyta podczas żniw). Jeżeli sołtys Cierzpięt w ciągu 10 lat nie obsadziłby całości wsi (44 łany), musiałby sam płacić czynsz i obrabiać szarwark z brakujących łanów. Sołtysi nie tylko dbali o obsadzenie wsi, ale potem mieli obowiązek dopilnować, aby łany były zawsze zasiedlone. Przywilej Cierzpięt wspominał wprost o służbie wojskowej sołtysa, który zobowiązywał go do służby z koniem i wozem. Sołtys otrzymał także przywilej wyższego sądownictwa.
W starostwie ryńskim w 1623 roku było 90 sołtysów na 201 łanach w 42 wsiach, zaś w Cierzpiętach tylko jeden. Ich liczba zależała od ilości gospodarstw. Zwykle jeden sołtys miał 20 zagród. Sołtysi pełnili nadal służbę wojskową. Ci, którzy nie pełnili służby, płacili 3 grzywny czynszu, tutaj zwanego Freygeldem (1619). Oddawali też płużne w wysokości 1 korca pszenicy i żyta, czyli obciążenia pozostawały bez zmian. Sołtysi pozostawali zwolnieni od chłopskich uciążliwości, ale mieli być obecni przy wypełnianiu szarwarku przez chłopów. Administracyjnie Cierzpięty podlegały starostwu ryńskiemu, wchodziły w skład rewiru w Dąbrówce. Podczas najazdu tatarskiego w październiku 1656 roku wzięto w jasyr jedną osobę.
W 1737 roku została założona szkoła (obecnie nie istnieje). Według danych opublikowanych w 1823 roku w Cierzpiętach mieszkały 132 osoby.
W 1857 roku wieś liczyła 281 mieszkańców. Nauczycielem był Streßel. W 1864 roku w Cierzpiętach mieszkało 290, a w 1867 – 315 osób. W 1935 roku uczęszczało do szkoły 43 uczniów, pracował jeden nauczyciel. W tym samym roku wieś zamieszkiwało 150, a według spisu powszechnego z maja 1939 roku – 232 osoby.
Cierzpięty należały i należą do parafii w Okartowie. Siedziba parafii obejmowała po 1525 Okartowo, Cierzpięty, Nowe Guty, Tuchlin, Dąbrówkę, Chmielewo, Dziubiele, Drozdowo, Łysonie, Grzegorze, Kwik, Nipy, Wężewo, Zdęgówko, Zastrużne i Szeroki Ostrów.
W czasie PRL-u istniał tu PGR.

## Zabytki
Zabytki wpisane do rejestru zabytków:
- Dawny cmentarz ewangelicki założony w połowie XIX wieku - nr rej.: A-815 z 22.06.1991[17]

Na cmentarzu znajduje się kwatera wojenna z okresu I wojny światowej. Według zachowanych inskrypcji pochowanych w niej jest 5 żołnierzy armii niemieckiej:
armierungssoldat Paul Ullrich †11.3.1915, armierungssoldat Otto Parpart z 2.Arm.komp.†11.6.1915 oraz trzech nieznanych żołnierzy armii niemieckiej †1915.
Zabytki ujęte w gminnej ewidencji zabytków:
- Zespół dworsko-folwarczno-parkowy z podwórzem gospodarczym położony bardzo malowniczo nad brzegiem jeziora Buwełno. Zachował się dość duży dwór, zabudowania gospodarcze ujęte w duży czworobok oraz pozostałości drzewostanu z założenia parkowego pierwotnie schodzącego do jeziora. Dwór pochodzi z 2. połowy XIX w. Założony na rzucie wydłużonego prostokąta, parterowy, przykryty dachem naczółkowym. Na osi elewacji obustronny ryzalit zwieńczony trójkątnym naczółkiem, od frontu poprzedzony gankiem z balustradą. W skład zespołu dworsko-folwarczno-parkowego wchodzą:
- Dwór w zespole dworsko-folwarczno-parkowym zbudowany na przełomie XIX i XX wieku[19].
- Obora I w zespole dworsko-folwarczno-parkowym zbudowana w latach 20. XX wieku[20].
- Obora II w zespole dworsko-folwarczno-parkowym zbudowana na przełomie XIX i XX wieku[21].
- Spichlerz - stajnia w zespole dworsko-folwarczno-parkowym zbudowany na przełomie XIX i XX wieku[22].
- Kuźnia w zespole dworsko-folwarczno-parkowym zbudowana na przełomie XIX i XX wieku[23].
- Pozostałości parku w założeniu dworsko-folwarczno-parkowym założonego na przełomie XIX i XX.[24]

- Cmentarz wojenny z czasów I wojny światowej[25].

Położony przy drodze Drozdowo - Cierzpięty, niedaleko byłego majątku Grüneberg (później PGR Matyszczyki). Według zachowanych inskrypcji pochowanych jest na nim 26 nieznanych żołnierzy armii niemieckiej. Na pomniku, na wprost wejścia współcześnie zamontowana tablica z napisem w języku niemieckim: HIER RUHEN • 26 UNBEKANNTE • DEUTSCHE • SOLDATEN. Na dwóch betonowych kolumnach na terenie cmentarza znajdują się napisy o treści:Ausgeführt • Arm. Batl. 41. • entw. Hpt. d. P. Marx • u. W. Zöllner Bild. oraz Gewidmet • Baul. Lötzen -• Süd • Arm. Batl. 41. Odrestaurowany w 1994 roku.
Inne zabytki:
- Cmentarz wojenny z czasów I wojny światowej[18].

Cmentarz został otwarty 2 września 1915. W uroczystości brał udział Paul von Hindenburg. Na pomniku, zlokalizowanym w centrum założenia, znajdował się napis: Gefechte bei Seehöhe • 1914 - 1915. Spoczywa na nim 73 żołnierzy armii niemieckiej i 63 żołnierzy armii rosyjskiej. Cmentarz poddany renowacji zakończonej w 2021. 
- Resztki umocnień obronnych z czasów II wojny światowej.

## Turystyka
Przez Cierzpięty przebiega szlak rowerowy  po "Szwajcarii Orzyskiej". Z jeziora Buwełno prowadzą szlaki wodne na jeziora Niegocin i Ublik Wielki.